# Stup religion
 (février 2025).
Motif : Notoriété ? Historique et/ou classements notables ?
- Archive Wikiwix
- Bing
- Cairn
- DuckDuckGo
- E. Universalis
- Gallica
- Google
- G. Books
- G. News
- G. Scholar
- Persée
- Qwant
- (zh) Baidu
- (ru) Yandex
- (wd) trouver des œuvres sur Wikidata

| 1. | Préciser le motif de la pose du bandeau. | Précisez le motif de la pose du bandeau en utilisant la syntaxe suivante : {{admissibilité à vérifier\|date=avril 2025\|motif=remplacez ce texte par le motif}}                    |
| 2. | Informer les utilisateurs concernés.     | Pensez à avertir le créateur de l'article, par exemple, en insérant le code ci-dessous sur sa page de discussion : {{subst:avertissement admissibilité à vérifier\|Stup religion}} |

 (septembre 2021).
Albums de Stupeflip
Stupeflip
(2003) The Hypnoflip Invasion
(2011)
Stup Religion est le deuxième album du groupe français Stupeflip, paru le 14 juin 2005,,.
Stup Religion reprend la formule de leur premier album, Stupeflip, en prolongeant leur univers : humour de mauvais goût, riffs provocateurs, paroles parfois absurdes mais révélant un sens caché.
À la suite d'une campagne promotionnelle inadaptée par la maison de disque, l'album est resté confidentiel. Il s'est ensuivi une tournée de concerts en France, où l'univers créé sur les albums a été transposé sur scène avec des jeux de lumières, ambiances fantomatiques et costumes, tournant autour du thème de la « religion du stup ».

## Liste des titres
| 01.        | Intro                                                |  |
| 02.        | Krou Kontre attakk (feat. Cadillac)                  |  |
| 03.        | La religion du stup (feat. Hélène et Louise)         |  |
| 04.        | Les clés du mystère au chocolat - Interlude          |  |
| 05.        | Mon style en Crrr                                    |  |
| 06.        | Le miracle                                           |  |
| 07.        | Stup danse                                           |  |
| 08.        | Une bonne correction - Interlude                     |  |
| 09.        | Les cages en métal                                   |  |
| 10.        | 35 animaux morts                                     |  |
| 11.        | Pop Hip’s Revenge                                    |  |
| 12.        | Région Nord (Soulèvement de la)                      |  |
| 13.        | L’enfant fou                                         |  |
| 14.        | Stup monastère                                       |  |
| 15.        | Salo therapy                                         |  |
| 16.        | Ce que tu dois savoir - Interlude                    |  |
| 17.        | Le cartable (feat. Hélène)                           |  |
| 18.        | Argent                                               |  |
| 19.        | Une victoire bien méritée - Interlude (feat. Salo')  |  |
| 20.        | Ouest région’s inquisitors (feat. Cadillac et Salo') |  |
| 53 minutes |                                                      |  |